# Kyllberg und Steinborner Wald
Kyllberg und Steinborner Wald este o arie protejată (arie specială de conservare — SAC, sit de importanță comunitară — SCI) din Germania întinsă pe o suprafață de 1.690 ha, integral pe uscat.

## Localizare
Centrul sitului Kyllberg und Steinborner Wald este situat la coordonatele 50°06′12″N 6°37′22″E / 50.1033°N 6.6228°E.

## Înființare
Situl Kyllberg und Steinborner Wald a fost declarat sit de importanță comunitară în mai 2004 pentru a proteja 1 specie de animale. Situl a fost protejat și ca arie specială de conservare în octombrie 2005.

## Biodiversitate
Situată în ecoregiunea continentală, aria protejată conține 10 habitate naturale: Lacuri eutrofice naturale cu vegetație de tip Magnopotamion sau Hydrocharition, Pajiști cu Molinia pe soluri calcaroase, turboase sau argilos-nămoloase (Molinion caeruleae), Mlaștini turboase de tranziție și turbării mișcătoare, Grohotișuri silicioase medio-europene, la altitudine înaltă, Pante stâncoase silicioase cu vegetație casmofită, Păduri de fag Luzulo-Fagetum, Păduri de fag Asperulo-Fagetum, Păduri pe pante, grohotișuri și ravene de Tilio-Acerion, Mlaștini împădurite, Păduri aluvionare cu Alnus glutinosa și Fraxinus excelsior (Alno-Padion, Alnion incanae, Salicion albae).
La baza desemnării sitului se află o specie protejată de  mamifere: liliac cu urechi mari (Myotis bechsteinii).